# Megnyilatkozás (nyelvészet)
A megnyilatkozás terminus olyan beszédszegmensre vonatkozik, amelyről nem fogalmaztak meg hipotéziseket nyelvészeti elmélet szempontjából (ellentétben a mondattal, mely egyik vagy másik nyelvtani elméletben kap meghatározást). Az egyik szokásos definíció szerint a megnyilatkozás beszédhangok vagy írásjelek olyan sorozata, amelyet egy nyelvhasználó produkál egy bizonyos beszédhelyzetben két szünet között. Egyesek hozzáadják, hogy e szünetek „tartósak”, és e határokhoz hozzáadják a beszélőváltást.
A fenti, produktumként való értelmezésén kívül, „megnyilatkozás” annak produkálását, azaz a megnyilatkozási aktust is jelenti, ami egyes nyelvekben, mint például a francia, két terminusnak felel meg: énonciation (a produkálás) és énoncé (a produktum). A megnyilatkozás fogalmának első használói (Roman Jakobson, Émile Benveniste , John Langshaw Austin, John Rogers Searle ) szerint szükséges megtalálni a megnyilatkozásban mint produktumban azokat az elemeket, amelyeket a megnyilatkozási aktus nyomainak lehet tekinteni, majd ezek működését, rendeződését és kölcsönhatásait kell leírni. Ilyen elemek főleg olyan entitások, amelyek a nyelvhez tartoznak ugyan, de konkrét jelentésük csak konkrét megnyilatkozási aktus keretében nyilvánul meg. Közéjük tartoznak az én, itt, most szavak, melyeket a megnyilatkozási aktus helye és időpontja ruház fel konkrét jelentéssel. Ezek szerint a megnyilatkozási aktust azon tényezők és cselekvések együttese képezi, amelyek megnyilatkozást mint produktumot eredményeznek.
Kiterjedését illetően a megnyilatkozás lehet nagyon rövid (egyetlen szó, mondatszó), és nagyon hosszú is (pl. több órát tartó szónoklat vagy prédikáció).
Különböző szempontokból többféle megnyilatkozást lehet megkülönböztetni:
- a helyesség szempontjából: grammatikailag helyes vagy helytelen, szemantikailag helyes vagy helytelen;
- a szövegtípus szempontjából: irodalmi, polémikus, didaktikus stb.;
- a közlés típusának szempontjából: szóbeli vagy írott;
- a nyelv típusának szempontjából: francia, latin stb.

## Megnyilatkozás és mondat
A nyelvnek mint jelrendszernek két szintje van. A mondat grammatikai entitás, akárcsak a szócsoport és bizonyos szempontból a szó (amely lexikai entitás is), és a nyelvi jelkészlet szintjéhez tartozik, melyen jelölő és jelölt között áll fenn viszony. Ez független attól, hogy milyen helyzetben, milyen szándékkal stb. használják a jelet. Ezzel szemben a megnyilatkozás csak egy bizonyos beszédhelyzetben és kontextusban értelmezhető, azaz a jelhasználat szintjén, melyen a kibocsátott jel és a jelzési szándék közötti viszony jön számításba. Ez a megkülönböztetés Ferdinand de Saussure nyelv [(franciául) langue] és beszéd [(franciául) parole] közötti megkülönböztetéséből ered, aki szerint a nyelv egyfajta társadalmi szerződés útján úgy megalkotott jelrendszer, hogy egy egész közösség használhassa, de elvont képződmény. Konkrét csak a beszéd, azaz a nyelv egyéni használata. Ezek szerint a mondat a nyelvhez tartozik, miközben a megnyilatkozás a beszédhez.
A mondat egyben megnyilatkozás is, vagy nagyobb megnyilatkozás része. Lehet grammatikailag elemezni akkor is, ha egymagában, elszigetelten jelenik meg, de megnyilatkozásként csak diskurzus, szöveg keretében, ennek meghatározott kontextusában és szituációjában lehet tanulmányozni, ami a pragmatika és a szövegtan területéhez tartozik. Ezt a különbséget úgy is érzékeltetik egyes nyelvészek, hogy grammatikai szempontból rendszermondatról, pragmatikaiból pedig szöveg- vagy szabadmondatról beszélnek.
A megnyilatkozás/szabadmondat/szövegmondat a diskurzus/szöveg alapegysége, „láncszeme”, amennyiben rendszert alkot annak többi mondatával együtt. Ebben a rendszerben nem számít, hogy a mondat alakja grammatikailag hiányos, esetleg hibás, mivel jelentését így is egyértelművé teszi a diskurzus egésze, amihez szóbeli alakban a prozódiai, esetleg nyelven kívüli elemek is hozzájárulnak. Mondattani terminusokkal fogalmazva szabadmondatnak számít minden egyszerű mondat, a mellérendelő összetett mondatok mindegyik tagmondata, és az alárendelő összetett mondatok egészükben.
A diskurzus egységét legalább egyes mondatokba foglalt különféle nyelvi eszközök biztosítják: névmások, névelők, határozószók, kötőszók, szinonimák, toldalékok, topik–predikátum szerkezetek, konnektorok stb. Mindezek kapcsolatba hozzák egymás között a mondatokat és az ezeknél nagyobb diskurzusrészeket, valamint a diskurzus tartalmát a beszédhelyzettel/kontextussal.

### Közvetlen források
- (angolul) Bussmann, Hadumod (szerk.) Dictionary of Language and Linguistics Archiválva 2022. január 23-i dátummal a Wayback Machine-ben (Nyelvi és nyelvészeti szótár). London – New York: Routledge. 1998. ISBN 0-203-98005-0 (Hozzáférés: 2017. szeptember 13)
- (angolul) Crystal, David. A Dictionary of Linguistics and Phonetics (Nyelvészeti és hangtani szótár). 6. kiadás. Blackwell Publishing. 2008. ISBN 978-1-4051-5296-9 (Hozzáférés: 2017. szeptember 13)
- Cs. Nagy Lajos. Mondattan. In A. Jászó Anna (szerk.) A magyar nyelv könyve. 8. kiadás. Budapest: Trezor. 2007. ISBN 978-963-8144-19-5. 321–344. o. (Hozzáférés: 2017. szeptember 13)
- (franciául) Dubois, Jean et al. Dictionnaire de linguistique (Nyelvészeti szótár). Párizs: Larousse-Bordas/VUEF. 2002 (Hozzáférés: 2023. június 4.)
- Hangay Zoltán. Szövegtan. In A. Jászó Anna (szerk.) A magyar nyelv könyve. 8. kiadás. Budapest: Trezor. 2007. ISBN 978-963-8144-19-5. 521–554. o. (Hozzáférés: 2017. szeptember 13)
- Kálmán László – Trón Viktor. Bevezetés a nyelvtudományba. 2., bővített kiadás. Budapest: Tinta. 2007. ISBN 978-963-7094-65-1 (Hozzáférés: 2017. szeptember 13)
- Tolcsvai Nagy Gábor. 6. fejezet – Szövegtan. In Kiefer Ferenc (főszerk.). Magyar nyelv. Budapest: Akadémiai Kiadó. 2006. ISBN 963-05-8324-0. 108–126. o. (Hozzáférés: 2023. június 4.)

### Közvetett forrás
- Károly Sándor. Mondat és megnyilatkozás. In Néprajz és Nyelvtudomány. 24–25. évf. 1980. 49–63. o.